# ベビーシャワー

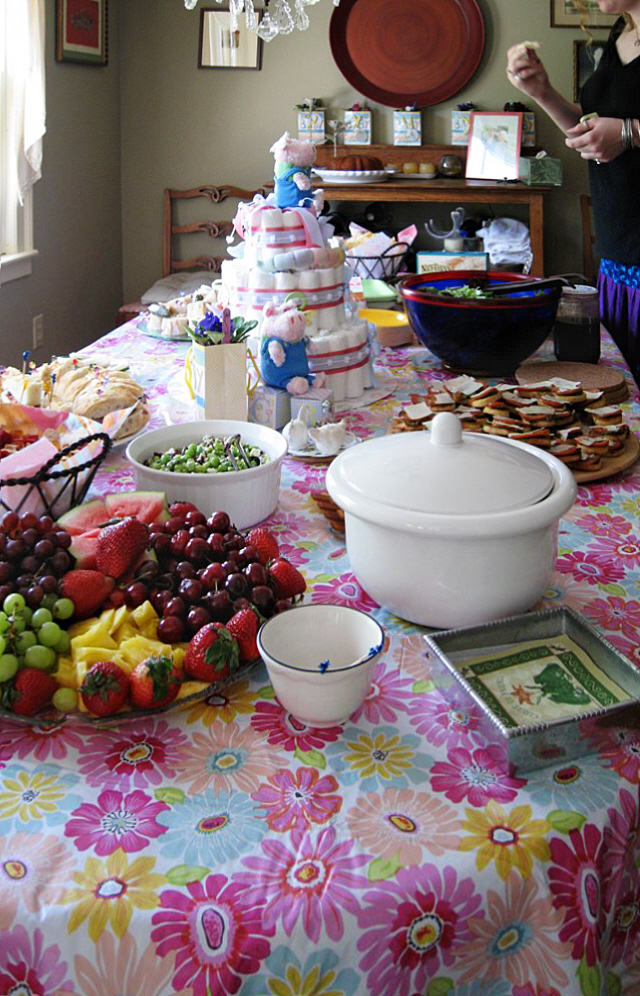
ベビーシャワーのおむつケーキの飾り付け

ベビーシャワー（英語: baby shower）は、出産を間近に控えた妊娠7～8カ月の妊婦のために、家族や親戚、友人や仕事仲間などが集まって安産を祈願するアメリカ発祥のパーティーである。

## 由来
シャワーとは、降り注ぐ、という意味で、妊婦に祝福の気持ちを降り注ぐ、という意味合いが込められている。アメリカ合衆国が発祥とされており、元々は初めての出産を控える妊婦のために、“女性”だけが招待されていたと言われる。すなわち、主役である妊婦に母親になるための心得を伝授するなど、“女性”同志で楽しむ習慣であったが、昨今は男性や子供も参加し、二人目、三人目の出産時にも行うことが増えてきた。

## 特徴
- 出産前にお祝いを差し上げる。
- ケーキに見立てたおむつで作られたダイパーケーキ（おむつケーキ）を飾る。
- 最近の事例として、社員を大事にする会社で出産する社員をお祝いする気持ちで開催されることもある。

## 内容
主に、妊婦に近い立場の人間が主催することが多いが、本場アメリカでは、結婚式のように本人主催で行うことも少なくない。場所やルールなどの決まりはないが、レストラン、ホテル、公園、自宅などで行う。
スペースの一角に軽食やスイーツとともにダイパーケーキを飾るテーブルを用意し、出産・赤ちゃんにまつわるゲームを催し、プレゼントを差し上げるなど、バースデーパーティーのようなスタイルが一般的である。そのため、食事は軽食に留めて、フィンガーフードスタイルであることも多い。
ベビーシャワーのケーキギャラリー
- 一例
- 一例
- 一例
- 一例
- 一例

アメリカでは、招待状からお礼状まで全てを企画して提供するパーティープランナーが存在するなど、とてもメジャーである。出産前に行うことができず、赤ちゃんが誕生した後でもベビーシャワーとして行ってもよい。